# Arsen Mirzoyan
Pour les articles homonymes, voir Mirzoyan.
 (décembre 2014).
Arsen Mirzoyan (ukrainien : Арсен Бабурка) est un chanteur-compositeur-interprète ukrainien d'origine arménienne né le 20 mai 1978 à Zaporijia. Il s'est fait connaître en participant l'édition 2011 de l'émission de télévision The Voice urkranienne.

## Biographie

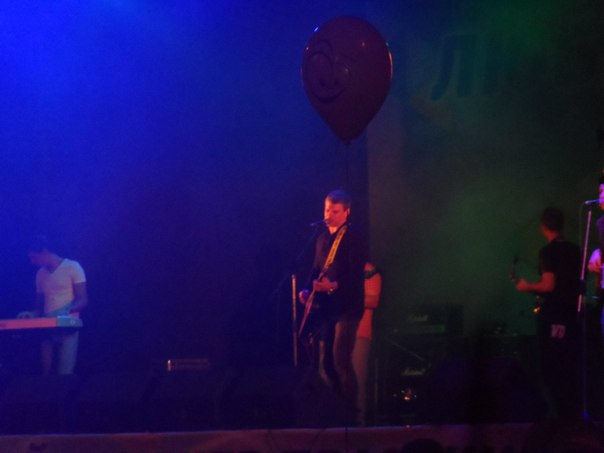

Arsen Mirzoyan Baburka est né le 20 mai 1978 à Zaporozhye, d'un père militaire à la retraite et d'une mère professeur d'école primaire. Il a une sœur aînée et un frère cadet. Il a passé une partie de son enfance dans les montagnes des Carpates à cause du travail de son père. Il a été scolarisé à l'École d'Art № 29 à Zaporozhye. Il a étudié le piano classique, la guitare et la batterie. Il a commencé à écrire ses propres chansons à l'âge de dix-sept ans.
En 1995, il entre à l'Académie d'ingénierie de Zaporozhye, spécialité métallurgie. Il est diplômé de l'Académie en 2000.

## La perte auditive
En 2000, il a complètement perdu l'ouïe dans son oreille gauche, et en 2004, sur la droite. Mais les médecins lui ont fait une prothèse afin de conserver la possibilité de faire de la musique.

## La carrière musicale
De 1998 à 2011, il a appartenu aux groupes Baburka et Totem. Avec eux, il a joué au festival de musique ukrainienne Pearl et Rue Rouge.
En 2011, il a participé à The voice-Ukraine, il a atteint la finale et a pris la deuxième place.

## Vie privée
Il a deux fils d'une précédente liaison, et sa nouvelle compagne Antonina Matvienko a donné naissance à sa fille Nina le 15 janvier 2016.

## Discographie

### Ґудзики(2011)
Le premier album Arsen Mirzoyan apparu 30 novembre 2011. Il se compose de 11 chansons :
- Тісто
- Курам на сміх
- Ґудзики
- Кінець кохання
- Скажи чому
- Не на людях
- Бувай, малий
- Вагітні майбутнім
- Не тобі
- Для всіх
- Івана Купала (feat. Тоня Матвієнко)

### Незручні ліжка(2013)
- Коли ти підеш
- Капронові банти
- П'ята Ахілла
- Зимовий пляж
- Смужка
- Невчасна
- Москва-Новосибірськ
- На кордоні зими
- Вінні-Пух
- Пілігрим
- Когда весна придет, не знаю (feat. Олександр Пономарьов)

## Сlips
- 2010 : Бувай, малий
- 2012 : Вінні-Пух
- 2013 : Коли ти підеш